# Morti nel 1843
| Questa pagina contiene informazioni ricavate automaticamente dalle voci biografiche con l'ausilio del template Bio e di un bot. L'aggiornamento è periodico e automatico e ricostruisce completamente la pagina. Se manca una persona in questa lista, sei pregato di non aggiungerla, ma accertati piuttosto che la sua voce biografica contenga il template Bio e che i dati anagrafici siano correttamente compilati. Se il template Bio manca, inseriscilo tu stesso o, in alternativa, metti l'avviso {{tmp\|Bio}} che ne segnala la mancanza. Se i dati riportati sono sbagliati, correggi direttamente la voce biografica; le modifiche saranno visibili in questa lista entro pochi giorni. Per chiarimenti vedi il progetto biografie. La lista contiene solo le 168 persone che sono citate nell'enciclopedia e per le quali è stato implementato correttamente il template Bio. Pagina aggiornata al 10 ago 2025. |

## Gennaio(16)
- 1º gennaio - François-Xavier Le Chauff de la Blanchetière, generale francese (n. 1790)
- 4 gennaio - Stevens Mason, politico statunitense (n. 1811)
- 4 gennaio - Michele Maria Milano, scrittore italiano (n. 1778)
- 10 gennaio - Louis Puissant, matematico e geodeta francese (n. 1769)
- 11 gennaio - Francis Scott Key, giurista, scrittore e poeta statunitense (n. 1779)
- 12 gennaio - Antonio Pasquale di Borbone-Due Sicilie, cavaliere italiano (n. 1816)
- 13 gennaio - Luisa Augusta di Danimarca, principessa danese (n. 1771)
- 16 gennaio - Felice Amati, politico italiano (n. 1762)
- 22 gennaio - Giovita Scalvini, scrittore, poeta e patriota italiano (n. 1791)
- 23 gennaio - Eduard Barth, pittore, incisore e litografo tedesco (n. 1802)
- 23 gennaio - Anna Ivanovna Korsačova, nobildonna russa (n. 1769)
- 23 gennaio - Friedrich de la Motte Fouqué, scrittore tedesco (n. 1777)
- 24 gennaio - Vasilij Vasil'evič Orlov-Denisov, generale russo (n. 1775)
- 25 gennaio - Antonio Benci, scrittore, traduttore e storico italiano (n. 1783)
- 29 gennaio - Giuseppe Buzzi Leone, scultore italiano (n. 1812)
- 30 gennaio - Friedrich Adelung, filologo e linguista tedesco (n. 1768)

## Febbraio(11)
- 5 febbraio - Saliha Sultan, principessa ottomana (n. 1811)
- 6 febbraio - Hagop Bedros VII Holassian
- 13 febbraio - Isaac Hull, ammiraglio statunitense (n. 1773)
- 14 febbraio - Jacob Hendrik Hoeufft, poeta olandese (n. 1756)
- 15 febbraio - Tommaso Gargallo, poeta italiano (n. 1760)
- 15 febbraio - Theodoros Kolokotronis, militare, condottiero e patriota greco (n. 1770)
- 17 febbraio - Eustahija Arsić, mecenate e scrittrice serba (n. 1776)
- 19 febbraio - Maurice Ourry, drammaturgo, poeta e giornalista francese (n. 1776)
- 20 febbraio - Luigi de Cambray Digny, architetto italiano (n. 1778)
- 24 febbraio - Giacomo Giustiniani, cardinale e arcivescovo cattolico italiano (n. 1769)
- 27 febbraio - Giuseppe Sabatelli, pittore italiano (n. 1813)

## Marzo(12)
- 2 marzo - François-Joseph-Philippe de Riquet, nobile francese (n. 1771)
- 7 marzo - Christoph Ludwig Eckhardt, militare austriaco (n. 1767)
- 18 marzo - Jacques Charles Bailleul, magistrato e politico francese (n. 1762)
- 18 marzo - William Montagu, V duca di Manchester, nobile, ufficiale e politico inglese (n. 1771)
- 21 marzo - Robert Southey, scrittore britannico (n. 1774)
- 21 marzo - Guadalupe Victoria, politico e generale messicano (n. 1786)
- 27 marzo - Martin-Guillaume Biennais, orafo francese (n. 1764)
- 27 marzo - Charles Colville, generale britannico (n. 1770)
- 27 marzo - Jakob Gauermann, pittore tedesco (n. 1773)
- 27 marzo - Henry Neville, II conte di Abergavenny, nobile inglese (n. 1755)
- 31 marzo - Luigi Brandani, fantino italiano (n. 1786)
- 31 marzo - Juan José Viamonte, politico e militare argentino (n. 1774)

## Aprile(12)
- 1º aprile - John Armstrong Junior, politico statunitense (n. 1758)
- 1º aprile - Adolf Ribbing, militare svedese (n. 1765)
- 3 aprile - Georg Johann von Wrede, militare austriaco (n. 1765)
- 8 aprile - John Hope, V conte di Hopetoun, nobile scozzese (n. 1803)
- 14 aprile - Joseph Lanner, compositore e direttore d'orchestra austriaco (n. 1801)
- 21 aprile - Augusto Federico di Hannover, nobile inglese (n. 1773)
- 22 aprile - Vittorio Barzoni, scrittore, giornalista e politologo italiano (n. 1767)
- 22 aprile - Martin Piaggio, poeta italiano (n. 1774)
- 23 aprile - Richard Arkwright Junior, imprenditore britannico (n. 1755)
- 23 aprile - Johann Michael Zeyher, botanico tedesco (n. 1770)
- 28 aprile - William Wallace, matematico e astronomo scozzese (n. 1768)
- 30 aprile - Gilbert Chabrol de Volvic, funzionario francese (n. 1773)

## Maggio(13)
- 4 maggio - James Patton Preston, politico statunitense (n. 1774)
- 9 maggio - Carlo Angelo Bianco, patriota italiano (n. 1795)
- 11 maggio - Giuseppe Barbaroux, avvocato italiano (n. 1772)
- 11 maggio - Heinrich Adolf von Gablenz, generale tedesco (n. 1762)
- 12 maggio - Charlotte von Kalb, scrittrice tedesca (n. 1761)
- 13 maggio - Christian Flechtenmacher, avvocato e docente rumeno (n. 1785)
- 15 maggio - George Coventry, VIII conte di Coventry, nobile e politico inglese (n. 1784)
- 19 maggio - Charles Bagot, politico e diplomatico britannico (n. 1781)
- 23 maggio - Pierre Lorillard II, imprenditore statunitense (n. 1764)
- 24 maggio - Sylvestre François Lacroix, matematico francese (n. 1765)
- 26 maggio - Ljubica Vukomanović, principessa serba (n. 1788)
- 28 maggio - Noah Webster, scrittore, editore e lessicografo statunitense (n. 1758)
- 30 maggio - Antonio Basoli, pittore e incisore italiano (n. 1774)

## Giugno(16)
- 1º giugno - Karl von Grolman, generale prussiano (n. 1777)
- 4 giugno - Ippolito Rosellini, egittologo italiano (n. 1800)
- 6 giugno - Robert Henry MacFarlane, generale britannico (n. 1771)
- 7 giugno - Alexis Bouvard, astronomo francese (n. 1767)
- 7 giugno - Friedrich Hölderlin, poeta tedesco (n. 1770)
- 7 giugno - Markijan Semenovyč Šaškevyč, poeta e scrittore ucraino (n. 1811)
- 9 giugno - Leopoldo Armaroli, avvocato e politico italiano (n. 1766)
- 11 giugno - Alexander John Forsyth, religioso scozzese (n. 1768)
- 11 giugno - Raffaele Liberatore, storico e filologo italiano (n. 1787)
- 11 giugno - Peter Wittgenstein, generale russo (n. 1769)
- 15 giugno - Carlo Alberto III di Hohenlohe-Waldenburg-Schillingsfürst, principe austriaco (n. 1776)
- 16 giugno - William Cathcart, I conte Cathcart, generale e diplomatico britannico (n. 1755)
- 17 giugno - Johann Natterer, naturalista e esploratore austriaco (n. 1787)
- 20 giugno - Hugh Swinton Legaré, politico statunitense (n. 1797)
- 25 giugno - Marie Adélaide Lenormand, scrittrice e esoterista francese (n. 1768)
- 27 giugno - Ferdinando Bonsignore, architetto e disegnatore italiano (n. 1760)

## Luglio(16)
- 1º luglio - Domingo Caycedo, politico colombiano (n. 1783)
- 2 luglio - Samuel Hahnemann, medico tedesco (n. 1755)
- 2 luglio - Péter Klobusiczky, arcivescovo cattolico ungherese (n. 1754)
- 6 luglio - George Boyle, IV conte di Glasgow, nobile scozzese (n. 1766)
- 7 luglio - Ludwig Philipp von Bombelles, diplomatico austriaco (n. 1780)
- 9 luglio - Washington Allston, pittore e scrittore statunitense (n. 1779)
- 9 luglio - Caroline Pichler, scrittrice, poetessa e critica letteraria austriaca (n. 1769)
- 10 luglio - Josef Kalasanz von Erberg, storiografo, scrittore e botanico sloveno (n. 1771)
- 14 luglio - Miguel Ricardo de Álava, militare e politico spagnolo (n. 1772)
- 19 luglio - Giovanni Battista Accusani, vescovo cattolico italiano (n. 1765)
- 19 luglio - Augusto di Prussia, generale prussiano (n. 1779)
- 23 luglio - Antonín Mánes, pittore ceco (n. 1784)
- 24 luglio - Elena Andreevna Fadeeva Hahn, scrittrice russa (n. 1814)
- 25 luglio - Charles Macintosh, chimico e inventore scozzese (n. 1766)
- 25 luglio - Karl Friedrich von Rumohr, scrittore, storico dell'arte e disegnatore tedesco (n. 1785)
- 29 luglio - Domenico Reina, tenore svizzero (n. 1796)

## Agosto(13)
- 3 agosto - Fabrizio Sceberras Testaferrata, cardinale e arcivescovo cattolico maltese (n. 1757)
- 5 agosto - Jean-Jacques Blanpain, astronomo francese (n. 1777)
- 5 agosto - Bosquier-Gavaudan, attore teatrale e commediografo francese (n. 1776)
- 5 agosto - Nikolaj Nikolaevič Raevskij, nobile e generale russo (n. 1801)
- 8 agosto - Adolph Henke, farmacologo e patologo tedesco (n. 1775)
- 8 agosto - Grigorij Fedorovič Kvitka, scrittore ucraino (n. 1778)
- 10 agosto - Jakob Friedrich Fries, filosofo, fisico e matematico tedesco (n. 1773)
- 11 agosto - Nicola Giuseppe Ugo, arcivescovo cattolico italiano (n. 1775)
- 12 agosto - Jean-Pierre Cortot, scultore francese (n. 1787)
- 15 agosto - Władysław Grzegorz Branicki, generale polacco (n. 1783)
- 15 agosto - Giuseppe Poerio, politico e patriota italiano (n. 1775)
- 25 agosto - Giuseppe Grabinski, ufficiale polacco (n. 1771)
- 25 agosto - Friedrich Sigismund Leuckart, naturalista e zoologo tedesco (n. 1794)

## Settembre(11)
- 3 settembre - Percy Jocelyn, vescovo anglicano irlandese (n. 1764)
- 14 settembre - Enrico Seyssel d'Aix, politico italiano (n. 1775)
- 15 settembre - Sher Singh, indiano (n. 1807)
- 16 settembre - Antoine-François Gérard, scultore francese (n. 1760)
- 16 settembre - Johan Sigismund von Mösting, politico e economista danese (n. 1759)
- 16 settembre - José María Queipo de Llano, politico e storico spagnolo (n. 1786)
- 18 settembre - Francesco Grazzi, fantino italiano (n. 1799)
- 19 settembre - Gaspard Gustave de Coriolis, matematico e fisico francese (n. 1792)
- 21 settembre - Gioacchino Salvetti, missionario e vescovo cattolico italiano (n. 1769)
- 25 settembre - Giuseppe Rosati, missionario e vescovo cattolico italiano (n. 1789)
- 30 settembre - Richard Harlan, paleontologo, zoologo e erpetologo statunitense (n. 1796)

## Ottobre(8)
- 2 ottobre - Grégoire Louis Domeny de Rienzi, geografo e esploratore francese (n. 1789)
- 2 ottobre - Arthur Farquhar, ufficiale scozzese (n. 1772)
- 11 ottobre - Alessandro Giustiniani, cardinale e arcivescovo cattolico italiano (n. 1778)
- 12 ottobre - Giuseppe Pietro Antonio Palma, vescovo cattolico e religioso italiano (n. 1774)
- 15 ottobre - Ekaterina Nikolaevna Gončarova, nobile russa (n. 1809)
- 19 ottobre - Louis-Barthélémy Pradher, pianista, compositore e docente francese (n. 1782)
- 26 ottobre - Johann Christian August Heinroth, medico tedesco (n. 1773)
- 31 ottobre - Natal'ja Semënovna Borščova, nobildonna russa (n. 1759)

## Novembre(8)
- 1º novembre - Julius Vincenz von Krombholz, medico e micologo ceco (n. 1782)
- 2 novembre - Hirata Atsutane, scrittore e filosofo giapponese (n. 1776)
- 10 novembre - John Trumbull, pittore statunitense (n. 1756)
- 15 novembre - Eldred Pottinger, militare inglese (n. 1811)
- 19 novembre - Carlo Maria Pedicini, cardinale e vescovo cattolico italiano (n. 1769)
- 22 novembre - Jeanne Fontbonne, religiosa francese (n. 1759)
- 23 novembre - Giovanni Villata, generale italiano (n. 1777)
- 29 novembre - Marco Santucci, compositore e teorico musicale italiano (n. 1762)

## Dicembre(9)
- 11 dicembre - Casimir Delavigne, scrittore francese (n. 1793)
- 11 dicembre - Fabrizio Selvi, vescovo cattolico italiano (n. 1752)
- 14 dicembre - John Claudius Loudon, botanico e architetto del paesaggio scozzese (n. 1783)
- 16 dicembre - Alessandro Spada, cardinale italiano (n. 1787)
- 18 dicembre - Thomas Graham, generale britannico (n. 1748)
- 18 dicembre - Smith Thompson, politico statunitense (n. 1768)
- 20 dicembre - Giuseppe de Turris, politico italiano (n. 1759)
- 28 dicembre - Rudolph Joseph von Colloredo-Mansfeld, politico e nobile austriaco (n. 1772)
- 29 dicembre - Ferdinando Dal Pozzo, giurista e politico italiano (n. 1768)

## Senza giorno specificato(23)
- Georg Friedrich Ackermann, pittore tedesco (n. 1787)
- Akhberdil Muhammad, militare e politico (n. 1803)
- Henry-Marie Allard, rivoluzionario francese
- Pierre Bernand Barrau, economista francese (n. 1767)
- Nicola Basta, filologo e scrittore italiano (n. 1767)
- Gaetano Bazzi, attore teatrale italiano (n. 1771)
- George Joseph Bell, giurista scozzese (n. 1770)
- John Biscoe, esploratore inglese (n. 1794)
- Saverio Capris di Cigliero, imprenditore italiano (n. 1800)
- Abraham Colles, medico irlandese (n. 1773)
- Emma Jane Greenland, pittrice, scrittrice e cantante inglese (n. 1760)
- Jean Baptiste Henraux, militare belga (n. 1775)
- Thomas Christopher Hofland, pittore britannico (n. 1777)
- Siyyid Kázim, iraniano (n. 1793)
- Nicolò Maggiore, abate e storico italiano (n. 1798)
- Antonio Mollari, architetto e ingegnere italiano (n. 1768)
- Joseph Nicolas Nicollet, esploratore e matematico francese (n. 1786)
- Étienne Rouchouze, vescovo cattolico e missionario francese (n. 1798)
- Sequoyah, nativo americano
- William Stewart Rose, poeta e traduttore inglese (n. 1775)
- Pierre-Philippe Thomire, orafo francese (n. 1751)
- Miguel de la Torre, generale spagnolo (n. 1786)
- Tomkyns Hilgrove Turner, militare e archeologo britannico (n. 1764)